# Randy Rota
Randolph Frank „Randy“ Rota (* 16. August 1950 in Creston, British Columbia) ist ein ehemaliger kanadischer Eishockeyspieler, der im Verlauf seiner aktiven Karriere zwischen 1967 und 1978 unter anderem 217 Spiele für die Canadiens de Montréal, Los Angeles Kings, Kansas City Scouts und Colorado Rockies in der National Hockey League (NHL) sowie 103 weitere für die Edmonton Oilers in der World Hockey Association (WHA) auf der Position des Flügelstürmers bestritten hat. Seinen größten Karriereerfolg feierte Rota jedoch in Diensten der Nova Scotia Voyageurs aus der American Hockey League (AHL) mit dem Gewinn des Calder Cups im Jahr 1972. Sein Cousin Darcy Rota war ebenfalls als professioneller Eishockeyspieler in der NHL aktiv.

## Karriere
Rota verbrachte den Beginn seiner Juniorenkarriere zunächst in der Saison 1967/68 bei den Kamloops Rockets in der British Columbia Junior Hockey League (BCJHL), ehe er im Sommer 1968 in die höherklassige Western Canada Hockey League (WCHL) wechselte. Dort verbrachte er zwei Spielzeiten in Diensten der Calgary Centennials. Nachdem der Flügelstürmer am Ende der Spielzeit 1969/70 die Brad Hornung Trophy als sportlich fairster Spieler der Liga erhalten und zugleich 101 Scorerpunkte in 75 Einsätzen gesammelt hatte, wurde er im NHL Amateur Draft 1970 in der dritten Runde an 33. Position von den California Golden Seals aus der National Hockey League (NHL) ausgewählt. Da er auch ein herausragender Baseballspieler war, schlug er Vertragsangebote der San Francisco Giants und San Diego Padres aus der Major League Baseball (MLB) aus, um dem Eishockeysport treu zu bleiben.
Die Kalifornier setzten den 20-Jährigen jedoch in seiner ersten Profisaison ausschließlich bei ihrem Kooperationspartner, den Providence Reds, in der American Hockey League (AHL) ein, ehe sie ihn im Oktober 1971 im Tausch für Lyle Carter und John French zum Ligakonkurrenten Canadiens de Montréal transferierten. Aufgrund der starken Konkurrenz im ambitionierten Kader der Habs gelang es dem Angreifer auch dort nicht, sich einen Platz in der NHL zu erspielen. Stattdessen kam er weiter in der AHL zu Einsätzen, wo er die Nova Scotia Voyageurs zum Gewinn des Calder Cups im Frühjahr 1972 führte. Nach einer weiteren Saison in Nova Scotia, in der er aber auch zweimal für die Canadiens in der NHL zum Einsatz kam, war Rota im Mai 1973 erneut Teil eines Transfergeschäfts. Gemeinsam mit Bob Murdoch wurde er an die Los Angeles Kings verkauft, die zudem ein Erstrunden-Wahlrecht im NHL Amateur Draft 1974 an Montréal abgaben. Bei den LA Kings gelang Rota schließlich der lang ersehnte Sprung in die NHL. Er absolvierte im Verlauf der Saison 1973/74 insgesamt 63 Partien für Los Angeles, blieb aber im Sommer für den NHL Expansion Draft 1974 ungeschützt.
Somit wählten ihn dort die neu gegründeten Kansas City Scouts aus, für die der Offensivspieler mit Beginn der Spielzeit 1974/75 auf dem Eis stand. Rota verbrachte dort zunächst zwei Spieljahre, stellte dabei im ersten Jahr mit 33 Scorerpunkten einen Karrierebestwert auf und zog im Sommer 1976 mit dem Franchise nach Denver im Bundesstaat Colorado um, wo es ab der Saison 1976/77 unter dem Namen Colorado Rockies am Ligabetrieb teilnahm. Mit der Neuausrichtung innerhalb des Teams war Rota jedoch nicht mehr gefragt und verbrachte den Beginn der Spielzeit mit Ausnahme einer Partie für die Rockies ausschließlich im Farmteam Oklahoma City Blazers in der Central Hockey League (CHL). Ohne Aussicht auf weitere Einsätze in der NHL verkaufte Colorado den Angreifer im November 1976 an die Edmonton Oilers aus der World Hockey Association (WHA). In Diensten der Oilers beendete Rota nach zwei weiteren Profispielzeiten im Sommer 1978 kurz vor seinem 28. Geburtstag seine Karriere als Aktiver.

## Erfolge und Auszeichnungen
- 1968 BCJHL First All-Star Team
- 1970 Brad Hornung Trophy
- 1972 Calder-Cup-Gewinn mit den Nova Scotia Voyageurs

## Karrierestatistik
(Legende zur Spielerstatistik: Sp oder GP = absolvierte Spiele; T oder G = erzielte Tore; V oder A = erzielte Assists; Pkt oder Pts = erzielte Scorerpunkte; SM oder PIM = erhaltene Strafminuten; +/− = Plus/Minus-Bilanz; PP = erzielte Überzahltore; SH = erzielte Unterzahltore; GW = erzielte Siegtore; 1 Play-downs/Relegation; Kursiv: Statistik nicht vollständig)